# Convolvulus tshegemensis
Convolvulus tshegemensis är en vindeväxtart som beskrevs av A.I.Galushko. Convolvulus tshegemensis ingår i släktet vindor, och familjen vindeväxter. Inga underarter finns listade i Catalogue of Life.